# Binjai
Binjai formalmente, Kota Binjai, es una ciudad independiente en la provincia de Sumatra Septentrional de Indonesia, limitada por la Regencia de Deli Serdang al este y la Regencia de Langkat al oeste. Binjai está conectado a Medan (la capital provincial), a unos 22 km al este, por la carretera de Sumatra que va a Banda Aceh, y efectivamente forma parte del Gran Medan. La población de "Kota" era de 181 904 en el censo de 1990, 224,516 en el censo de 2000, 246,154 en el censo de 2010, y 264,440 en el censo de 2015. En 2010, otros 42.325 habitantes vivían en el distrito Binjai de Langkat Regency, fuera de los límites de la ciudad, pero inmediatamente al norte de la ciudad.

## Historia
Se desconoce el origen de Binjai cuando se estableció como ciudad. Históricamente, el área de Binjai estaba situada entre dos reinos malayos, Deli y Langkat. Binjai creció de un pequeño pueblo al borde del río Bingai.
Según relatos orales y escritos de la historia de la zona, la ciudad de Binjai creció a partir de un pequeño pueblo ubicado en el borde del río Bingai, aproximadamente donde se encuentra hoy el pueblo de Pekan Binjai. Se celebraron ceremonias tradicionales para sentar las bases de la pequeña aldea a la sombra de un gran árbol Binjai en el borde del río Bingai, que desemboca en el río Wampu, que es navegable durante una gran parte de su longitud.
Alrededor del árbol se construyeron varias casas, que se ampliaron gradualmente, hasta que finalmente se construyó un ayuntamiento. También se desarrolló un puerto animado, visitado por barcazas de Stabat, Tanjung Pura y Estrecho de Malaca. Con el tiempo, el árbol Binjai dio su nombre a la ciudad en crecimiento.